# Lilla Mörtsjön (Los socken, Hälsingland)
Lilla Mörtsjön är en sjö i Ljusdals kommun i Hälsingland och ingår i Ljusnans huvudavrinningsområde.